# 10-undecenal
10-Undecenal is een onverzadigd alifatisch aldehyde. Het molecuul is een onvertakte keten met elf koolstofatomen. Aan de "staart" van het molecuul bevindt zich een dubbele binding.
Deze verbinding komt voor in korianderbladeren (Coriandrum sativum). Ze kan geproduceerd worden door oxidatie van het corresponderende primaire alcohol, undec-10-een-1-ol, of door reductie van het corresponderende carbonzuur, undecyleenzuur (10-undeceenzuur).
10-Undecenal behoort tot de groep van middellange aldehyden, die toegepast worden als geurstof en smaakstof. Ze mag gebruikt worden in voedingswaren en bijvoorbeeld ook in tandpasta of mondwater.